# Kristoffer Nyholm
Kristoffer Nyholm (Silkeborg, 13 maggio 1951) è un regista e produttore televisivo danese.

## Filmografia

### Regista

#### Cinema
- The Vanishing - Il mistero del faro (The Vanishing) (2018)

#### Televisione
- Ringen - film TV (1988)
- Enten eller - Du bestemmer - serie TV, 4 episodi (1994)
- Landsbyen - serie TV, 5 episodi (1996)
- Taxa - serie TV, 9 episodi (1997-1999)
- Hotellet - serie TV, 7 episodi (2001)
- Nikolaj og Julie - serie TV, 6 episodi (2002-2003)
- Ørnen: En krimi-odyssé - serie TV, 2 episodi (2005)
- The Killing - serie TV, 12 episodi (2007-2009)
- En pilgrims död - miniserie TV (2013)
- Jo - serie TV, 2 episodi (2013)
- Il giovane ispettore Morse (Endeavour) - serie TV, 1 episodio (2014)
- Enfield - Oscure presenze (The Enfield Haunting) - miniserie TV (2015)
- Taboo - serie TV, 4 episodi (2017)
- Wolf - serie TV, 3 episodi (2022)
- White Stork - serie TV, 1 episodio (2022)

### Produttore
- Hotellet - serie TV, 19 episodi (2001-2002)